# Ivor Grattan-Guinness
Ivor Grattan-Guinness (Bakewell, Derbyshire, 23 de Junho de 1941) é um historiador da matemática inglês.
Trabalha na Middlesex University (Universidade de Middlesex). 
O seu trabalho abrange todos os períodos, mas com especial incidência em Euclides, análise funcional e lógica matemática.

## Obras

### Livros
- 1997. The Rainbow of Mathematics: A History of the Mathematical Sciences.  Fontana (1997) ISBN 978-000-686179-9 (pbk). W. W. Norton and Company (1999) ISBN 978-0393-04650-2 (hbk) ISBN 0-393-32030-8 (pbk).
- 2000. From the Calculus to Set Theory 1630-1910: An Introductory History.  Princeton Uni. Press. ISBN 0-691-07082-2.
- 2000. The Search for Mathematical Roots 1870-1940: Logics, Set Theories, and the Foundations of Mathematics from Cantor through Russell to Godel.  Princeton Uni. Press. ISBN 0-691-05858-X. Enormous bibliography.
- 2003. Companion Encyclopedia of the History and Philosophy of the Mathematical Sciences, 2 vols.  Johns Hopkins Uni. Press. ISBN 0801873967

### Artigos
- 2002. "A Sideways Look at Hilbert’s Twenty-Three Problems of 1900," Notices of the American Mathematical Society 47: 752-757.

1. ↑  «"Ivor Grattan-Guinness obituary: Energetic historian of mathematics and logic"». The Guardian. 31 de dezembro de 2014. Consultado em 03 de agosto de 2024 Verifique data em: |acessodata= (ajuda)